# Ayomide Folorunso
Ayomide Temilade Folorunso (Abeokuta, 17 ottobre 1996) è un'ostacolista e velocista italiana di origini nigeriane, campionessa europea under 23 dei 400 metri ostacoli a Bydgoszcz 2017.
È stata finalista olimpica con la staffetta 4×400 metri ai Giochi olimpici di Rio de Janeiro 2016, in cui è stata anche semifinalista nella gara individuale dei 400 m ostacoli. In carriera è andata a medaglia in tre manifestazioni internazionali giovanili, mentre a livello nazionale ha vinto tre titoli italiani assoluti e dodici titoli giovanili. Detiene inoltre otto record nazionali.

## Biografia

### Dagli inizi fino al 2017
È nata in Nigeria nel 1996 dall’unione fra la madre Mariam e il padre Emmanuel, geologo minerario. Nella lingua yoruba il suo nome, Ayomide, significa la mia gioia è arrivata e il cognome Folorunso l’ho affidata a Dio perché la protegga. Alla fine del 2004, a otto anni, ha raggiunto sua madre in Emilia-Romagna e si è avvicinata all’atletica nel 2009.
Le sue doti emergono sin dalle gare scolastiche ed è da quel periodo che viene affidata all'allenatore Maurizio Pratizzoli, sotto la cui guida conquista diversi titoli nazionali sia nella categoria cadette sia nella categoria allieve.
Nel 2013 esordisce ai campionati italiani assoluti, uscendo in batteria come prima delle escluse sui 400 m hs e terminando al sesto posto la 4x400 m. Sempre nello stesso anno ottiene la cittadinanza italiana. Il 3 dicembre 2013 alle Gymnasiadi brasiliane di Brasilia ottiene il quarto posto, ad un solo centesimo dal bronzo, sui 400 m hs e la medaglia d'argento con la staffetta svedese.
Tra il 2014 e il 2015 conquista vari titoli italiani juniores, sia indoor, sia outdoor. Il 14 giugno 2014 vince la medaglia d'argento nei 400 m hs ai Mediterranei under 23 di Aubagne, in Francia, alle spalle soltanto alla francese Aurélie Chaboudez. Il 28 febbraio 2015, durante il Triangolare giovanile indoor tra Francia, Germania ed Italia di Lione, stabilisce il nuovo record italiano juniores sui 200 m indoor correndo in 24"01, migliorando di 17 centesimi il precedente limite di 24"18 stabilito da Manuela Salussola nel 1991 a Genova.
Il 5 giugno si arruola nella Polizia, entrando così a far parte delle Fiamme Oro.
Il 19 luglio agli Europei juniores di Eskilstuna prima diventa vicecampionessa juniores sui 400 m hs e poi, correndo con la staffetta 4x400 m in 3'37"45, contribuisce a migliorare il record italiano juniores sulla distanza. Il 26 luglio giunge settima sui 400 m hs ai Mondiali juniores di Eugene (USA).
Sempre nel 2015 viene convocata come riserva della staffetta 4x400 m ai Mondiali di Pechino; il 28 agosto sostituisce l'infortunata Libania Grenot facendo così il suo esordio con la Nazionale assoluta: il quartetto azzurro conclude in 3'27"07 (4º tempo italiano all time di specialità), sfiorando la qualificazione in finale.
Il 6 marzo 2016 vince ad Ancona il suo primo titolo italiano assoluto indoor sui 400 m; ai campionati assoluti di Rieti invece, si laurea campionessa assoluta nei 400 m hs in 55"54, siglando il nuovo record nazionale under 23 che abbassa ulteriormente a 55"50 agli europei di Amsterdam dello stesso anno, chiusi in quarta posizione., che le ha permesso di diventare la quinta italiana all time nei 400 m hs. Si qualifica ai Giochi Olimpici di Rio de Janeiro in Brasile, dove giunge sino alla semifinale dei 400 m hs; gareggia anche nella finale della staffetta 4x400 m, chiusa al sesto posto.
Inizia il 2017 prendendo parte agli europei indoor di Belgrado, dove insieme a Maria Enrica Spacca, Maria Benedicta Chigbolu e Lucia Pasquale termina al quarto posto la staffetta 4x400 m, restando a 77 centesimi dal bronzo della rappresentativa ucraina. Sempre nello stesso anno vince la medaglia d'oro nei 400 metri ostacoli ai campionati europei under 23 ed alle Universiadi di Taipei, mentre ai mondiali londinesi non riesce a raggiungere la finale né nei 400 m hs né nella staffetta 4x400 m.

### 2018-
Ai mondiali indoor di Birmingham si classifica al quinto posto nella staffetta 4x400 m, contribuendo a timbrare il nuovo record italiano in 3'31"55 con Raphaela Lukudo, Chiara Bazzoni e Maria Enrica Spacca; nello stesso anno partecipa anche ai Giochi del Mediterraneo di Tarragona, dove vince un oro ed un argento, ed agli europei di Berlino, da cui torna con un quinto posto nella staffetta senza tuttavia raggiungere l'obiettivo minimo della finale sui 400 metri ostacoli.
Nel 2019 conquista ben tre medaglie internazionali: agli europei indoor di Glasgow ed alle World Relays di Yokohama vince due bronzi con la staffetta 4x400 m, mentre alle Universiadi casalinghe di Napoli trionfa per la seconda edizione consecutiva della competizione sui 400 metri ostacoli; non riesce, invece, a qualificarsi a nessuna finale ai mondiali di Doha.
Dopo un 2020 povero di appuntamenti a causa della pandemia di COVID-19 ed un 2021 in cui, pur qualificata, non prende parte a nessuna gara ai Giochi Olimpici di Tokyo, l'anno seguente partecipa ai mondiali di Eugene: nei 400 metri ostacoli non raggiunge la finale ma ciononostante sigla il nuovo record italiano della disciplina, fermando il cronometro a 54"34, mentre partecipa alle sue prime due finali iridate nelle staffette 4x400 m (femminile e mista), concluse entrambe in settima piazza, la stessa in cui terminerà anche la sua finale dei 400 metri ostacoli agli europei di Monaco di Baviera.
Inizia il 2023 ottenendo la medaglia d'argento nella staffetta 4x400 m agli europei indoor di Istanbul, insieme ad Alice Mangione, Anna Polinari ed Eleonora Marchiando: nell'occasione la squadra italiana timbra anche il nuovo record nazionale indoor con il tempo di 3'28"61. Dopo essere arrivata seconda sui 400 metri ostacoli ai campionati europei a squadre (e, contestualmente, aver conquistato la medaglia d'argento ai Giochi europei), vinti per la prima volta nella storia dall'Italia, prende parte ai campionati mondiali di Budapest dove, nella semifinale dei 400 metri ostacoli, migliora ulteriormente il suo record italiano con il crono di 53"89. In questo modo ottiene inoltre la sua prima qualificazione ad una finale mondiale individuale, che concluderà in sesta posizione. Nelle batterie della staffetta 4x400 m contribuisce a migliorare il record italiano con il crono di 3'23"86 ottenendo la qualificazione in finale, alla quale però non prenderà parte.

## Classifiche nazionali
È la prima italiana all time nei 400 m hs (53"89) e la quarta sui 400 m indoor (52"97), mentre nei 400 m all'aperto è fuori dalla top ten.
Tra le promesse italiane è la migliore sui 400 m hs (55"16), la seconda sui 400 m, (52"97), dietro Virna De Angeli (52"17), mentre è la settima nei 400 m indoor (53"27).
È la leader tra le juniores italiane all time nei 300 m (37"55), 200 m hs (26"33) ed anche 200 m indoor (24"01);
sempre tra le italiane under 20, è la seconda sia nei 400 m hs (57"19), dietro Virna De Angeli (56"63) che sui 400 m (53"35), dietro Alexia Oberstolz (53"32); invece sulla stessa distanza al coperto è la terza (54"68), dietro Ilaria Verderio (54"14) ed Alexia Oberstolz (54"64).
Sui 400 m indoor under 18 è la migliore straniera allieve (56"16) eleggibile per i campionati italiani al coperto, mentre nei 400 m hs è la quarta migliore italiana allieve di sempre (59"43).
Considerando le sue partecipazioni alle staffette di rappresentative nazionali sia assolute che di categoria, è una delle componenti dei quartetti italiani primatisti nella 4x400 m assoluta (3'25"16), 4x400 m juniores (3'37"45) e 4x200 m indoor juniores ed allieve (1'36"76).
Dal 2014 è stata presente nella top ten delle liste italiane stagionali sui 400 m hs ed anche nei 400 m sia all'aperto che indoor: nei 400 m hs prima nel 2016, quarta nel 2015  e terza nel 2014; nei 400 m outdoor quarta sui 400 m nel 2016  ed ottava nel 2015; nei 400 m indoor seconda nel 2017, prima nel 2016 ed ottava nel 2015.

## Record nazionali
Seniores
- 400 metri ostacoli: 53"89 ( Budapest, 22 agosto 2023)
- Staffetta 4×400 metri indoor: 3'28"61 ( Istanbul, 6 marzo 2023) (Alice Mangione, Ayomide Folorunso, Anna Polinari, Eleonora Marchiando)

Promesse (under 23)
- 400 metri ostacoli: 55"16 ( Roma, 31 maggio 2018)

Juniores (under 20)
- 200 metri indoor: 24"01 ( Lione, 28 febbraio 2015)[26]
- 300 metri piani: 37"55 ( Rieti, 25 aprile 2015)[24]
- 200 metri ostacoli: 26"33 ( Milano, 16 settembre 2015)[25]
- Staffetta 4×200 metri indoor: 1'36"76 ( Halle, 1º marzo 2014) (Ayomide Folorunso, Johanelis Herrera Abreu, Ilaria Verderio, Alessia Pavese)[34]

Allieve (under 18)
- Staffetta 4×200 metri indoor: 1'36"76 ( Halle, 1º marzo 2014) (Ayomide Folorunso, Johanelis Herrera Abreu, Ilaria Verderio, Alessia Pavese)[35]

## Progressione

### 400 metri piani
| Stagione | Tempo | Luogo         | Data      | Rank. Mond. |
| -------- | ----- | ------------- | --------- | ----------- |
| 2025     | 51"96 | Modena        | 1-5-2025  | -           |
| 2024     | 52"15 | Nembro        | 19-6-2024 | -           |
| 2023     | 52"01 | Rehlingen     | 28-5-2023 | -           |
| 2022     | 52"66 | Grosseto      | 22-5-2022 | -           |
| 2021     | 53"06 | Padova        | 5-9-2021  | -           |
| 2020     | 52"77 | Rovereto      | 8-9-2020  | -           |
| 2019     | 52"43 | Nembro        | 28-6-2019 | -           |
| 2018     | 52"25 | Modena        | 5-5-2018  | -           |
| 2017     | 52"85 | Modena        | 20-5-2017 | -           |
| 2016     | 52"99 | Cinisello     | 24-9-2016 | -           |
| 2015     | 53"35 | Torino        | 25-7-2015 | -           |
| 2014     | 55"00 | Imola         | 28-6-2014 | -           |
| 2013     | 55"39 | Modena        | 7-9-2013  | -           |
| 2012     | 56"72 | Reggio Emilia | 8-9-2012  | -           |

### 400 metri piani indoor
| Stagione | Tempo   | Luogo      | Data      | Rank. Mond. |
| -------- | ------- | ---------- | --------- | ----------- |
| 2023/24  | 52"95   | Metz       | 3-2-2024  | -           |
| 2022/23  | 52"28   | Ancona     | 19-2-2023 | -           |
| 2021/22  | 53"12   | Karlsruhe  | 28-1-2022 | -           |
| 2020/21  | 53"36   | Ancona     | 20-2-2021 | -           |
| 2019/20  | 52"56   | Karlsruhe  | 31-1-2020 | -           |
| 2018/19  | 52"57   | Magglingen | 2-2-2019  | -           |
| 2017/18  | 53"15   | Ancona     | 18-2-2018 | -           |
| 2016/17  | 52"97   | Madrid     | 24-2-2017 | -           |
| 2015/16  | 53"16   | Ancona     | 6-3-2016  | -           |
| 2014/15  | 54"68   | Padova     | 1-2-2015  | -           |
| 2012/13  | 56"16   | Ancona     | 3-2-2013  | -           |
| 2011/12  | 1'00"40 | Ancona     | 22-1-2012 | -           |

### 400 metri ostacoli
| Stagione | Tempo   | Luogo             | Data      | Rank. Mond. |
| -------- | ------- | ----------------- | --------- | ----------- |
| 2024     | 54"52   | Roma              | 10-6-2024 |             |
| 2023     | 53"89   | Budapest          | 22-8-2023 |             |
| 2022     | 54"34   | Eugene            | 20-7-2022 |             |
| 2021     | 54"65   | La Chaux-de-Fonds | 14-8-2021 |             |
| 2020     | 55"40   | Pavia             | 8-8-2020  |             |
| 2019     | 54"75   | Napoli            | 10-7-2019 |             |
| 2018     | 55"16   | Roma              | 31-5-2018 | -           |
| 2017     | 55"63   | Taipei            | 25-8-2017 | -           |
| 2016     | 55"50   | Amsterdam         | 10-7-2016 | -           |
| 2015     | 57"19   | Boissano          | 1-7-2015  | -           |
| 2014     | 58"34   | Eugene            | 26-7-2014 | -           |
| 2013     | 59"43   | Torino            | 14-7-2013 | -           |
| 2012     | 1'00"68 | Modena            | 23-9-2012 | -           |

## Palmarès
| Anno | Manifestazione          | Sede           | Evento        | Risultato  | Prestazione | Note                                     |
| ---- | ----------------------- | -------------- | ------------- | ---------- | ----------- | ---------------------------------------- |
| 2014 | Mediterraneo U23        | Aubagne        | 400 m hs      | Argento    | 58"50       | [ 44 ]                                   |
| 2014 | Mondiali U20            | Eugene         | 400 m hs      | 7ª         | 58"34       | [ 45 ]                                   |
| 2015 | Europei U20             | Eskilstuna     | 400 m hs      | Bronzo     | 58"44       | [ 46 ]                                   |
| 2015 | Europei U20             | Eskilstuna     | 4×400 m       | Argento    | 3'37"45     | [ 46 ]                                   |
| 2015 | Mondiali                | Pechino        | 4×400 m       | Batteria   | 3'27"07     | [ 47 ]                                   |
| 2016 | Europei                 | Amsterdam      | 400 m hs      | 4ª         | 55"50       | [ 48 ]                                   |
| 2016 | Giochi olimpici         | Rio de Janeiro | 400 m hs      | Semifinale | 56"37       | [ 48 ]                                   |
| 2016 | Giochi olimpici         | Rio de Janeiro | 4×400 m       | 6ª         | 3'27"05     | [ 49 ]                                   |
| 2017 | Europei indoor          | Belgrado       | 4×400 m       | 4ª         | 3'32"87     | [ 50 ]                                   |
| 2017 | Europei U23             | Bydgoszcz      | 400 m hs      | Oro        | 55"82       | Miglior prestazione personale stagionale |
| 2017 | Europei U23             | Bydgoszcz      | 4×400 m       | 5ª         | 3'33"31     |                                          |
| 2017 | Mondiali                | Londra         | 400 m hs      | Semifinale | 56"47       |                                          |
| 2017 | Mondiali                | Londra         | 4×400 m       | Batteria   | 3'27"81     | [ 49 ]                                   |
| 2017 | Universiadi             | Taipei         | 400 m hs      | Oro        | 55"63       | Miglior prestazione personale stagionale |
| 2017 | Universiadi             | Taipei         | 4×100 m       | Finale     | dnf         | [ 51 ]                                   |
| 2018 | Mondiali indoor         | Birmingham     | 400 m piani   | Batteria   | 53"24       |                                          |
| 2018 | Mondiali indoor         | Birmingham     | 4×400 m       | 5ª         | 3'31"55     | [ 52 ]                                   |
| 2018 | Giochi del Mediterraneo | Tarragona      | 400 m hs      | Argento    | 55"44       |                                          |
| 2018 | Giochi del Mediterraneo | Tarragona      | 4×400 m       | Oro        | 3'28"08     | [ 53 ]                                   |
| 2018 | Europei                 | Berlino        | 400 m hs      | Semifinale | 55"69       |                                          |
| 2018 | Europei                 | Berlino        | 4×400 m       | 5ª         | 3'28"62     | [ 53 ]                                   |
| 2019 | Europei indoor          | Glasgow        | 400 m piani   | Semifinale | 57"96       |                                          |
| 2019 | Europei indoor          | Glasgow        | 4×400 m       | Bronzo     | 3'31"90     | [ 54 ]                                   |
| 2019 | World Relays            | Yokohama       | 4×400 m       | Bronzo     | 3'27"74     | [ 55 ]                                   |
| 2019 | Universiadi             | Napoli         | 400 m hs      | Oro        | 54"75       | Miglior prestazione personale            |
| 2019 | Mondiali                | Doha           | 400 m hs      | Semifinale | 55"36       |                                          |
| 2019 | Mondiali                | Doha           | 4×400 m       | Batteria   | 3'27"57     | [ 55 ]                                   |
| 2021 | World Relays            | Chorzów        | 4×400 m       | 5ª         | 3'32"69     | [ 56 ]                                   |
| 2022 | Mondiali                | Eugene         | 400 m hs      | Semifinale | 54"34       | Record nazionale                         |
| 2022 | Mondiali                | Eugene         | 4×400 m       | 7ª         | 3'26"45     | [ 57 ]                                   |
| 2022 | Mondiali                | Eugene         | 4×400 m mista | 7ª         | 3'16"45     | [ 58 ]                                   |
| 2022 | Europei                 | Monaco         | 400 m hs      | 7ª         | 55"91       |                                          |
| 2023 | Europei indoor          | Istanbul       | 4×400 m       | Argento    | 3'28"61     | [ 59 ]                                   |
| 2023 | Giochi europei          | Chorzów        | 400 m hs      | Argento    | 54"79       | [ 60 ] [ 61 ]                            |
| 2023 | Giochi europei          | Chorzów        | 4x400 m mista | 5°         | 3'13"56     | [ 60 ] [ 61 ]                            |
| 2023 | Giochi europei          | Chorzów        | A squadre     | Oro        | 426,5 p.    | [ 60 ] [ 61 ]                            |
| 2023 | Mondiali                | Budapest       | 400 m hs      | 6ª         | 54"19       |                                          |
| 2023 | Mondiali                | Budapest       | 4×400 m       | 7ª         | 3'24"98     | [ 62 ] [ 63 ]                            |
| 2023 | Mondiali                | Budapest       | 4×400 m mista | Batteria   | 3'14"54     |                                          |
| 2024 | Mondiali indoor         | Glasgow        | 400 m piani   | Batteria   | 53"15       |                                          |
| 2024 | World Relays            | Nassau         | 4×400 m       | 6ª         | 3'27"51     |                                          |
| 2024 | Europei                 | Roma           | 400 m hs      | 5ª         | 55"20       |                                          |
| 2024 | Giochi olimpici         | Parigi         | 400 m hs      | Semifinale | 54"92       |                                          |

## Campionati nazionali
- 5 volte campionessa nazionale assoluta dei 400 m ostacoli (2016, 2019, 2020, 2022, 2023)
- 5 volte campionessa nazionale assoluta indoor dei 400 m piani (2016, 2017, 2020, 2023, 2024)
- 1 volta campionessa nazionale promesse dei 400 m ostacoli (2016)
- 1 volta campionessa nazionale promesse indoor dei 400 m piani (2016)
- 1 volta campionessa nazionale juniores dei 400 m piani (2015)
- 2 volte campionessa nazionale juniores dei 400 m ostacoli (2014, 2015)
- 2 volte campionessa nazionale juniores indoor dei 200 m piani (2014, 2015)
- 1 volta campionessa nazionale juniores indoor dei 60 m ostacoli (2014)
- 1 volta campionessa nazionale juniores indoor della staffetta 4×200 m (2015)
- 2 volte campionessa nazionale allieve dei 400 m ostacoli (2012, 2013)
- 1 volta campionessa nazionale allieve indoor della staffetta 4×200 m (2013)

2011
- Argento ai Campionati italiani cadetti e cadette, (Jesolo), 300 m hs - 44"95[64]
- 5ª ai Campionati italiani cadetti e cadette, (Jesolo), 4x100 m - 49"60[65]

2012
- In batteria ai Campionati italiani allievi e juniores indoor, (Ancona), 60 m hs - 9"32[66]
- Oro ai Campionati italiani allievi e allieve, (Firenze), 400 m hs - 1'00"79[67]

2013
- In batteria ai Campionati italiani allievi e juniores indoor, (Ancona), 400 m - 58"60[68]
- Oro ai Campionati italiani allievi e juniores indoor, (Ancona), 4x200 m - 1'43"86[69]
- In batteria ai Campionati italiani assoluti, (Milano), 400 m hs - 1'00"96[70]
- 6ª ai Campionati italiani assoluti, (Milano), 4x400 m - 3'46"82[71]
- Oro ai Campionati italiani allievi e allieve, (Jesolo), 400 m hs - 1'01"18[72]
- Argento ai Campionati italiani allievi e allieve, (Jesolo), 4x400 m - 3'57"05[73]

2014
- Oro ai Campionati italiani juniores e promesse indoor, (Ancona), 200 m - 24"43[74]
- Oro ai Campionati italiani juniores e promesse indoor, (Ancona), 60 m hs - 8"60[75]
- 6ª ai Campionati italiani assoluti indoor, (Ancona), 4x200 m - 1'40"49[76]
- Oro ai Campionati italiani juniores e promesse, (Torino), 400 m hs - 59"15[77]

2015
- Oro ai Campionati italiani juniores e promesse indoor, (Ancona), 200 m - 24"27[78]
- Oro ai Campionati italiani juniores e promesse indoor, (Ancona), 4x200 m - 1'42"27[79]
- 5ª ai Campionati italiani assoluti indoor, (Padova), 400 m - 54"83[80]
- 5ª ai Campionati italiani assoluti indoor, (Padova), 4x200 m - 1'40"93[81]
- Oro ai Campionati italiani juniores e promesse, (Rieti), 400 m - 53"46[82]
- Oro ai Campionati italiani juniores e promesse, (Rieti), 400 m hs - 57"71[83]
- 5ª ai Campionati italiani assoluti, (Torino), 400 m - 53"35 [84]

2016
- Oro ai Campionati italiani juniores e promesse indoor, (Ancona), 400 m - 53"60
- Oro ai Campionati italiani assoluti indoor, (Ancona), 400 m - 53"16 [13]
- Oro ai Campionati italiani juniores e promesse, (Bressanone), 400 m hs - 57"05[85]
- Oro ai Campionati italiani assoluti, (Rieti), 400 m hs - 55"54[86]

2017
- Argento ai Campionati italiani juniores e promesse indoor, (Ancona), 400 m - 53"32[87]
- Oro ai Campionati italiani assoluti indoor, (Ancona), 400 m - 53"38[88]

2018
- Argento ai Campionati italiani assoluti indoor, (Ancona), 400 m - 53"15
- Argento ai Campionati italiani assoluti, (Pescara), 400 m hs - 56"01

2019
- Argento ai Campionati italiani assoluti indoor, (Ancona), 400 m - 53"22
- Oro ai Campionati italiani assoluti, (Bressanone), 400 m hs - 56"40

2020
- Oro ai Campionati italiani assoluti indoor, (Ancona), 400 m - 52"82
- Oro ai Campionati italiani assoluti, (Padova), 400 m hs - 56"47

2021
- 5ª ai Campionati italiani assoluti indoor, (Ancona), 400 m - 53"69
- 5ª ai Campionati italiani assoluti, (Rovereto), 400 m hs - 56"05

2022
- Oro ai Campionati italiani assoluti, (Rieti), 400 m hs - 54"60
- Argento ai Campionati italiani assoluti indoor, (Ancona), 400 m - 53"64

2023
- Oro ai Campionati italiani assoluti indoor, (Ancona), 400 m - 52"28
- Oro ai Campionati italiani assoluti (Molfetta), 400 m hs - 54"22

2024
- 4ª ai campionati italiani assoluti, 400 m hs - 55"75
- Oro ai campionati italiani assoluti indoor, 400 m piani - 53"20

2025
- Bronzo ai campionati italiani assoluti indoor, 400 m piani - 52"68

## Altre competizioni internazionali
2013
- 4ª alle Gymnasiadi ( Brasilia), 400 m hs - 1'02"40[89]
- Argento alle Gymnasiadi ( Brasilia), staffetta svedese - 2'11"53[89]

2019
- 8ª al Golden Gala Pietro Mennea ( Roma), 400 m hs - 55"99

2020
- 8ª al Golden Gala Pietro Mennea ( Roma), 400 m hs - 56"58

2021
- 7ª al Golden Gala Pietro Mennea ( Firenze), 400 m hs - 56"92

2022
- 6ª al Golden Gala Pietro Mennea ( Roma), 400 m hs - 54"84

2023
- Campionati europei a squadre di atletica leggera ( Chorzów)
- Argento ai Campionati europei a squadre di atletica leggera ( Chorzów), 400 m hs - 54"79
- Bronzo all'Athletissima ( Losanna), 400 m hs - 55"12
- 7ª al Golden Gala ( Firenze), 400 m hs - 55"43
- 4ª alla Xiamen Diamond League ( Xiamen), 400 m hs - 54"08
- 5ª al Memorial Van Damme ( Bruxelles), 400 m hs - 54"42
- 6ª al Prefontaine Classic ( Eugene), 400 m hs - 54"68

2024
- 6ª al Golden Gala ( Roma), 400 m hs - 55"00
- 5ª all'Athletissima ( Losanna), 400 m hs - 55"08
- 5ª al Memorial Van Damme ( Bruxelles), 400 m hs - 55"37
- 6ª al Bauhaus-Galan ( Stoccolma), 400 m hs - 55"99
- 7ª al Bislett Games ( Oslo), 400 m hs - 56"06

2025
- Campionati europei a squadre di atletica leggera ( Madrid)
- Argento ai Campionati europei a squadre di atletica leggera ( Madrid), 400 m hs - 54"88
- Bronzo al Meeting international Mohammed VI d'athlétisme de Rabat ( Rabat), 400 m hs - 54"74
- Argento al Golden Gala Pietro Mennea ( Roma), 400 m hs - 54"21

## Vita privata
È iscritta alla facoltà di medicina nell'Università di Parma, ha l'hobby delle letture di genere fantasy ed è una cristiana pentecostale.